# Bonham (band)
Bonham was een Britse rockband opgericht in 1989 door drummer Jason Bonham, de zoon van wijlen Led Zeppelin-drummer John Bonham. De meest succesvolle bezetting van de band was zanger Daniel MacMaster, bassist/toetsenist John Smithson en gitarist Ian Hatton.

## Geschiedenis
In 1989 stond hun debuutalbum The Disregard of Timekeeping bovenaan de airplay-rockhitlijsten over het succes van de single Wait for You en hielp Bonham aan een gouden plaat van de RIAA in 1990. De band toerde uitgebreid gedurende twee jaar, maar de impact van dit vroege succes bij zijn jonge leden veroorzaakte veel interne wrijving. Na een lange tournee bracht Bonham samen hun tweede en laatste album Mad Hatter uit. Jason Bonham besloot vervolgens zich te concentreren op sessiewerk en het schrijven van nieuwe muziek.
In 1994 werd Jason Bonham herenigd met Ian Hatton en John Smithson van zijn voormalige band, dit keer met de nieuwe zanger Marti Frederiksen. Deze nieuwe bezetting stond bekend als Motherland. Ze brachten het album Peace 4 Me uit. Na het abortieve Motherland-project stelde Jason de Jason Bonham Band samen, waarvoor hij zanger Chas West, gitarist Tony Catania en Smithson op bas en keyboards rekruteerde. Hun album When You See the Sun uit 1997 werd geproduceerd door ex-Motherland-leadzanger Marti Frederiksen en met achtergrondzang van Jasons tante Debbie Bonham op het nummer Turning Back the Time. Het werd voorafgegaan door In the Name of My Father - The Zepset - Live from Electric Ladyland, eerder datzelfde jaar uitgebracht door de bezetting Bonham/West/Catania/Smithson. Op 16 maart 2008 overleed voormalig zanger Daniel MacMaster op 39-jarige leeftijd aan een Streptococcus pyogenes-infectie.
Oorspronkelijk Bonham-zanger Paul Rafferty, samen met collega Brit Sean Manning, voormalig gitarist van Quiet Riot en Hurricane, bracht in 1996 het door Led Zeppelin beïnvloede album The Exiles uit onder de naam Sean Manning & Paul Rafferty. Sindsdien heeft hij zich teruggetrokken uit de muziek en werd hij een gerespecteerd schilder in Zuid-Frankrijk, Californië en Londen. Rafferty was bij verschillende stops te gast bij gitarist Joe Bonamassa tijdens de The Ballad of John Henry-tour 2009, inclusief het Nice Jazz Festival en opnieuw het jaar daarop tijdens de Black Rock-tournee, inclusief de show in Zagreb, Kroatië.
Bonham verscheen in de films in 2000 als onderdeel van de fictieve band Steel Dragon met acteur Mark Wahlberg in de film Rock Star (ook bekend als Metal God). Zijn partners in dit project waren Dokken-bassist Jeff Pilson en Ozzy Osbourne-gitarist Zakk Wylde.
Bonham trad in 2000 toe tot de in Indianapolis, Indiana gevestigde act Healing Sixes. Hun manager Rick Hudnall regelde een tournee van twee weken door het midwesten voor hen die openden voor The Jason Bonham Band. Volgens Hudnall bracht Jason tijdens de tournee steeds meer tijd achter in de zaal door met het kijken en luisteren naar de Healing Sixes als openingsset. Dat leidde tot een spontane jam met zanger Doug Henthorn, gitarist Eric Saylors en bassist Chaz Winzenread. Het ging zo goed dat Jason er ongeveer twee nummers in wilde opnemen. Samen gingen ze een album Enormosound opnemen bij Corazong Records. Het werd opgenomen in The Hit Factory in New York en geproduceerd door Kevin 'Caveman' Shirley. Albumhoeskunst werd gemaakt door Storm Thorgerson.
Sinds hij zijn studiedebuut maakte op When You See the Sun met de Jason Bonham Band, heeft zanger Chas West opgenomen met 3 Legged Dogg en Resurrection Kings, beide met Vinny Appice van Black Sabbath en Dio, Tribe of Gypsies en Tango Down en staat momenteel aan het front van zijn eigen band West Bound, wiens debuutalbum Volume I gepland is voor een publicatie in begin 2019. West verscheen met de nieuwe Foreigner, met Jason Bonham op drums, op hun show van 25 juli 2004 in Santa Barbara (Californië), in het Doubletree Resort van Fess Parker, een pré voor spierdystrofie, maar werd vervolgens vervangen door Kelly Hansen. West heeft ook gewerkt als tourneezanger met Lynch Mob, Steve Priest's Sweet, Diamond Head, en Jake E. Lee's Red Dragon Cartel. Hij is de zanger van de in Los Angeles gevestigde Led Zeppelin-tributeband The Moby Dicks, die verscheen op de jaarlijkse Bonzo Bash-festiviteiten.

## Discografie

### Singles
- 1989: Wait for You[15]
- 1990: Guilty
- 1992: Change of a Season

### Studioalbums
- 1989: The Disregard of Timekeeping
- 1992: Mad Hatter